# Pseudagrion sudanicum
Pseudagrion sudanicum – gatunek ważki z rodziny łątkowatych (Coenagrionidae). Występuje w Afryce Subsaharyjskiej – od Gambii na wschód po Sudan i dalej na południe po RPA i Namibię.
W RPA imago lata od listopada do końca maja, lecz pojedyncze osobniki dorosłe latają przez cały rok. Długość ciała 34–35 mm. Długość tylnego skrzydła 20 mm.